# Burpengary
Burpengary is een plaats in de Australische deelstaat Queensland en telt 14.022 inwoners (2016).